# Internet Broadway Database
База данных театров Бродвея в Интернете (англ. Internet Broadway Database, IBDb) — база данных о бродвейских постановках, а также об актёрах, режиссёрах и других театральных деятелях.
IBDb — официальный архив театров Бродвея. В нём находятся записи о бродвейских постановках, начиная с XVIII века, а также интересные факты и статистика. База была задумана в 1995 году Карен Хаузер, главой Научно-исследовательского отдела лиги американских театров и продюсеров.